# Власенко, Григорий Осипович
Григорий Осипович Власенко (22 декабря 1912, Многоудобное, Приморская область — 13 июля 1980, Приморский край) — орудийный номер 76-мм пушки артиллерийского дивизиона 218-го гвардейского стрелкового полка (77-я гвардейская стрелковая дивизия, 69-я армия, 1-й Белорусский фронт), гвардии младший сержант.

## Биография
Григорий Осипович Власенко родился в крестьянской семье в селе Многоудобное Приморской области (в настоящее время Шкотовский район Приморского края). Получил начальное образование, работал в совхозе. С 1939 года жил в Красноярске, работал плотником.
5 мая 1941 года Кагановичским райвоенкоматом Красноярска был призван в ряды Красной армии. На фронтах Великой Отечественной войны с 1 октября 1941 года. Воевал на Западном, Сталинградском, Брянском, Центральном и Белорусском фронтах.
Приказом по 218 стрелковому полку от 20 октября 1943 года младший сержант Власенко за мужество и героизм в боях против немецко-фашистских захватчиков был награждён медалью «За отвагу» за то, что быстро перевозя орудие с одной огневой позиции на другую способствовал своевременному отражению контратак противника.
В боях у села Дольск в Волынской области при отражении пяти контратак противника младший сержант Власенко, действуя в составе расчёта, уничтожил 3 огневые точки противника. Приказом по 77-й гвардейской стрелковой дивизии от 20 июля 1944 года он был награждён орденом славы 3-й степени.
При форсировании реки Одер в районе города Франкфурт-на-Одере гвардии младший сержант Власенко вместе с расчётом и орудием переправился на левый берег реки, затем на лодке переправил 70 ящиков со снарядами и доставил их на себе на огневую позицию, чем обеспечил успех боя. 12 февраля 1945 года, при отражении контратаки обнаружив просочившихся к позиции солдат противника их карабина и гранатами уничтожил 12 солдат и одного офицера противника. Когда противник открыл шлюзы и затопил часть плацдарма, Власенко вынес 5 ящиков со снарядами. Приказом по 69-й армии от 7 апреля 1945 года он был награждён орденом Славы 2-й степени.
В боях за овладение мощным опорным пунктом противника на левом берегу реки Одер в деревне Клессин 4 апреля 1945 года ездовой гвардии младший сержант Власенко 5 раз перевозил своё орудие и боеприпасы с одной огневой позиции на другую. В одном из боёв, заменив раненого номерного, меткими выстрелами из пушки уничтожил миномёт противника, два станковых пулемёта и истребил взвод противника. Был представлен к награждению орденом Отечественной войны 2-й степени. Приказом по 69-й армии от 27 июня 1945 года он был повторно награждён орденом Славы 2-й степени. Указом Президиума Верховного Совета СССР от 24 декабря 1971 года приказ был отменён и Власенко был награждён орденом Славы 1-й степени.
Старший сержант Власенко был демобилизован в ноябре 1945 года. Жил в городе Артём, работал плотником на шахте, затем комендантом коммунального отдела шахты.
Скончался Григорий Осипович Власенко 13 июля 1980 года.